# Pero triplilunata
Pero triplilunata är en fjärilsart som beskrevs av Louis Beethoven Prout 1911. Pero triplilunata ingår i släktet Pero och familjen mätare. Inga underarter finns listade i Catalogue of Life.